# برج ساحل جنوبی

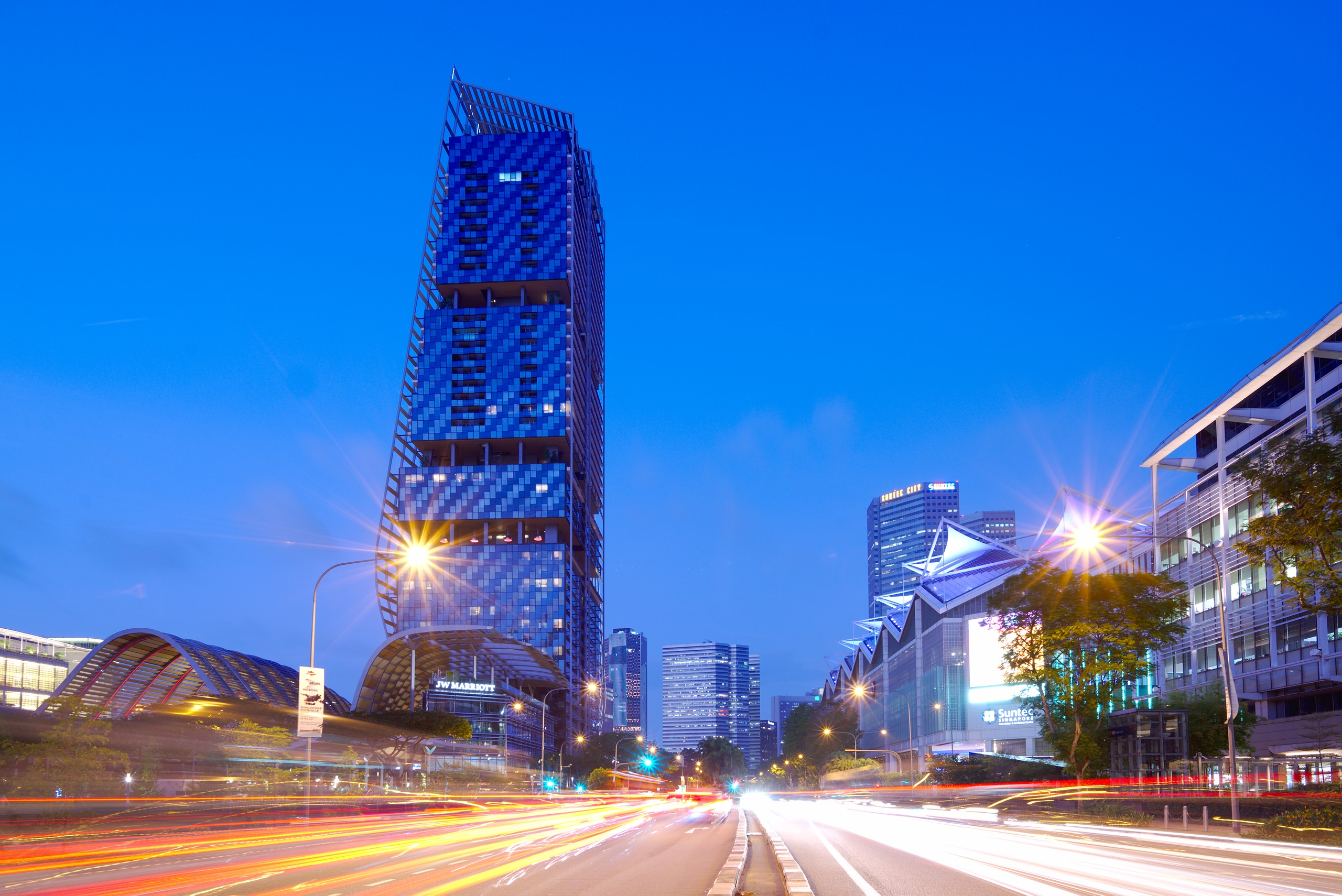
نمایی از برج ساحل جنوبی

برج ساحل جنوبی (به لاتین: South Beach Tower) یک ساختمان بلندمرتبه در سنگاپور است که در مرکز شهر سنگاپور واقع شده‌است.